# Fisklöstjärnen (Torps socken, Medelpad, 690968-152618)
Fisklöstjärnen är en sjö i Ånge kommun i Medelpad och ingår i Harmångersåns huvudavrinningsområde.